# Luiseño
Luiseño (‘atàaxum).- Pleme Shoshonean Indijanaca, grane Takic, nastanjeni u mnogim selima duž rijeka San Luis Rey i Santa Margarita u Kaliforniji, i uz obalu južno i istočno od Los Angelesa i sjeverno od San Diega, osobito južno od planine Mt. San Jacinto. Populacija Luiseña prije kontakta s bijelcima bila je oko 10,000 (NAHDB), da bi 1828. spala na 6,000, a 2000. iznosi 2,600, uglavnom smještenih po rezervatima La Jolla, Pala, Pauma, Twenty-Nine Palms, Pechanga, Rincon i Soboba. danas su podijeljeni na 7 bandi: San Luis Rey, Pala, Pauma, La Jolla, Rincón, Pechanga i and Sobóba.

## Ime
Luiseño su svoje ime dobili po misiji San Luis Rey, a zvani su i Ghecham ili Khecham, što je bio njihov naziv za misiju.

## Sela
Ahuya, Akipa, Alapi, Awa', Hurumpa, Huyulkum, Ikaimai, Kahpa, Katukto, Keish, Keweyu, Kolo, Kuka, Kwalam, Malamai, Meha, Mehel-om-pom-pauvo, Ngorivo, Pa'auw, Paiahche, Pala, Palamai, Panakare, Pashkwo, Paumo, Pu-chorivo, Saumai, Shakishmai (možda i Diegueño), Shikapa, Sovovo, Taghanashpa, Takwi, Takwishpo-shapila, Ta'i, Tapomai, Temeku, Tomkav, Ushmai, Wahaumai, Wiawio, Wissamai, Woshha, Yami.

## Kultura
Područje u današnjem okrugu San Diego Luiseño preci nastanili su prije nekih 3,500 godina gdje su došli s današnjeg područja Nevade. Sela im nisu velika i uvijek su smještena u blizini pitkih izvora vode. Hrana se kuha u glinenim loncima nad vatrom ili košarama pomoću vrućeg kamenja. Indijanci su hranu znali, a to je još i danas poznato na nekim mjestima, obložiti glinom ili umotati u lišće i staviti je da se peče u vrućem ugljenu. Sjemenje i žir žene su drobile kamenim batićima u mužarima, pretvarajući zrnjevlje u brašno. Jednina alatka koju su poznavali i rabili bio je štap za kopanje korijenja i čeprkanje. Igle su izrađivali od ptičjih kostiju, ili su se koristili iglama kaktusa, a za struganje im je služio oštri iver kamena. 
Luiseño su živjeli od sakupljanja uz obalu i podnožju Coast Rangea, organizirani u kojih 50 autonomnih klanskih tribeleta predvođenih nasljednim poglavicama. Svako selo imalo je vlastito područje u kojemu su dolazili do izvora hrane. žene su prvenstveno sakupljale sjemenke, divlje voće (razne bobice), žir, divlju lozu, i drugo. Od žira Indijanci su proizvodili wìiwish, pogačice koje su bile osnova njihove prehrane i visokoproteinska hrana. Muškarci su lovili jelene, losove (američki jelen Cervus elaphus, nije srodan europskom), antilope, zečeve i drugo, i služili se lukom i strijelom, atl-atlom (napravom za izbacivanje koplja), mrežama, klopkama i raznim bacačkim napravama. Luiseñi su također jeli i razne insekte kao i hranu koja je potjecala iz oceana. -Po oceanu su se kretali dugout kanuima a po rijekama i jezerima splavima od tule-trske.
Djeca su najviše vremena provodila u igri, plivanju i učenju kao baciti štap za lov na zeca ili plesti košare, u čemu su bili eksperti.  Kada dječaci i djevojčice navrše deset godina oni prolaze obrede inicijacija u kojima ih se priprema za život.
Obredi i ceremonije njihove religije predvode seoski poglavica i spiritualni vođa a sastoje se od specifičnih pjesama i plesova uz učestvovanje flauta, zvečki, zviždaljki i udaraljki. Karakteristično je za još niz susjednih plemena kao što su Akwa’ala, Diegueño, Kawaiisu, Juaneño, Gabrieleño i Cocopa da su se podvrgavali intoksikacijama obredne biljke jimsonweed, nakon čega su očekivali da im se javi vizija životinje-zaštitnika. Mircea Eliade, poznavatelj šamanizma, za ovaj obred inicijacije s jimsonweedom, drži da ima veze s uvođenjem u tajna društva. 
Do velikih promjena u religiji Luiseña dolazi utemeljenjem misije San Luis Rey koja je izgrađena 1798. Kultura, život i običaji počinju izumirati. Mnogi Indijanci pomrli su od boleština što su ih sa sobom donesli misionari. Njihovo vlastito plemensko ime ‘atàaxum (ljudi), promijenjeno je u Luiseño.

## Jezik
Vidi Luiseño jezik.

## Vanjske poveznice
- Swanton
- The Luiseño Of California  Arhivirana inačica izvorne stranice od 16. kolovoza 2006. (Wayback Machine)
- ‘Ìswut of San Luis Rey: A Luiseño Tale  Arhivirana inačica izvorne stranice od 16. kolovoza 2006. (Wayback Machine)